# Carbon Hill (Illinois)
Carbon Hill è un villaggio degli Stati Uniti d'America, situato nello Stato dell'Illinois, nella contea di Grundy.